# Thierry Doubaï
Tapé Moussé Doubaï, meglio noto come Thierry Doubaï (Yamoussoukro, 1º luglio 1988), è un ex calciatore ivoriano, di ruolo centrocampista.

## Biografia
Ha un fratello Kouadio Pascal Doubaï, anch'egli calciatore.

## Carriera

### Club

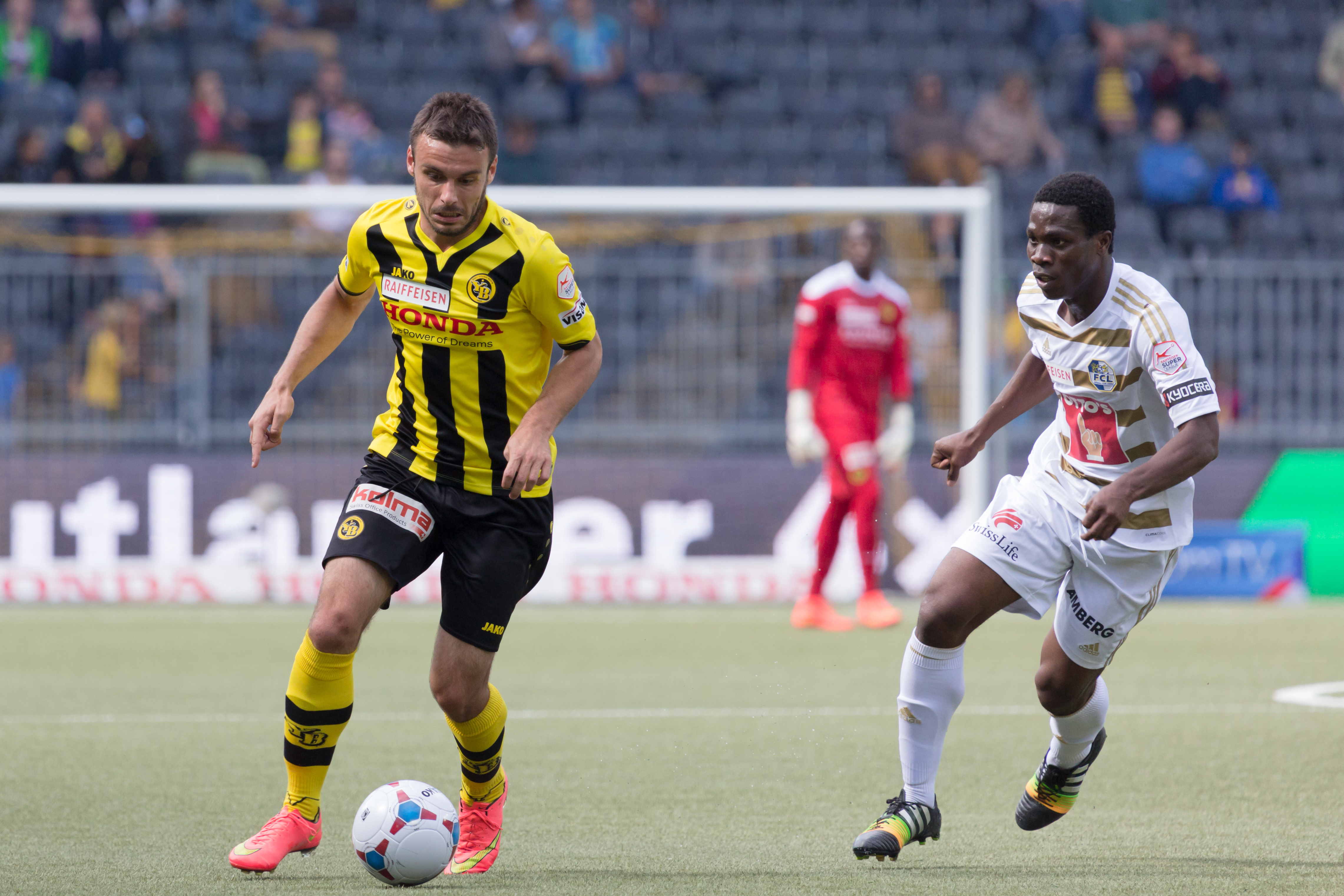
Doubaï in azione

Il 1º luglio 2011, a 23 anni appena compiuti, firma un contratto quinquennale con la società italiana dell'Udinese, che lo acquista dallo Young Boys per 2 milioni di euro.
Nel mercato invernale di gennaio 2012 viene ceduto in prestito al Sochaux, squadra militante nella Ligue 1 francese. Segna il suo primo gol con il Sochaux il 13 maggio 2012, alla 37ª giornata, che arriva allo scadere.
Il 26 giugno 2012 il giocatore viene interamente riscattato dalla formazione francese.
Il 1º luglio 2014, dopo la scadenza del contratto coi francesi firma con la squadra svizzera del Lucerna.

## Statistiche

### Presenze e reti nei club
Statistiche aggiornate al 30 agosto 2014.
| Stagione          | Squadra           | Campionato        | Campionato | Campionato | Coppe nazionali | Coppe nazionali | Coppe nazionali | Coppe europee | Coppe europee | Coppe europee | Altre coppe | Altre coppe | Altre coppe | Totale | Totale |
| Stagione          | Squadra           | Comp              | Pres       | Reti       | Comp            | Pres            | Reti            | Comp          | Pres          | Reti          | Comp        | Pres        | Reti        | Pres   | Reti   |
| ----------------- | ----------------- | ----------------- | ---------- | ---------- | --------------- | --------------- | --------------- | ------------- | ------------- | ------------- | ----------- | ----------- | ----------- | ------ | ------ |
| 2007-2008         | Young Boys        | SL                | 23         | 1          | CS              | 3               | 0               | CU            | 0             | 0             | -           | -           | -           | 26     | 1      |
| 2008-2009         | Young Boys        | SL                | 0          | 0          | CS              | 0               | 0               | CU            | 0             | 0             | -           | -           | -           | 0      | 0      |
| 2009-2010         | Young Boys        | SL                | 20         | 0          | CS              | 3               | 0               | UEL           | 0             | 0             | -           | -           | -           | 23     | 0      |
| 2010-2011         | Young Boys        | SL                | 34         | 1          | CS              | 4               | 0               | UCL+UEL       | 4+8           | 0             | -           | -           | -           | 50     | 1      |
| Totale Young Boys | Totale Young Boys | Totale Young Boys | 77         | 2          |                 | 10              | 0               |               | 12            | 0             |             |             |             | 99     | 2      |
| 2011-2012         | Udinese           | A                 | 1          | 0          | CI              | 0               | 0               | UCL+UEL       | 0+6           | 0             | -           | -           | -           | 7      | 0      |
| gen.-giu. 2012    | Sochaux           | L1                | 10         | 1          | CF+CdL          | 0+0             | 0               | -             | -             | -             | -           | -           | -           | 10     | 1      |
| 2012-2013         | Sochaux           | L1                | 13         | 2          | CF+CdL          | 0+1             | 0               | -             | -             | -             | -           | -           | -           | 14     | 2      |
| 2013-2014         | Sochaux           | L1                | 15         | 0          | CF+CdL          | 1+1             | 0               | -             | -             | -             | -           | -           | -           | 17     | 0      |
| Totale Sochaux    | Totale Sochaux    | Totale Sochaux    | 38         | 3          |                 | 3               | 0               |               |               |               |             |             |             | 41     | 3      |
| 2014-2015         | Lucerna           | SL                | 7          | 0          | CS              | 1               | 0               | UEL           | 1             | 0             | -           | -           | -           | 9      | 0      |
| Totale carriera   | Totale carriera   | Totale carriera   | 123        | 5          |                 | 14              | 0               |               | 19            | 0             |             |             |             | 156    | 5      |

### Cronologia presenze e reti in nazionale
| Cronologia completa delle presenze e delle reti in nazionale ― Costa d'Avorio | Cronologia completa delle presenze e delle reti in nazionale ― Costa d'Avorio | Cronologia completa delle presenze e delle reti in nazionale ― Costa d'Avorio | Cronologia completa delle presenze e delle reti in nazionale ― Costa d'Avorio | Cronologia completa delle presenze e delle reti in nazionale ― Costa d'Avorio | Cronologia completa delle presenze e delle reti in nazionale ― Costa d'Avorio | Cronologia completa delle presenze e delle reti in nazionale ― Costa d'Avorio | Cronologia completa delle presenze e delle reti in nazionale ― Costa d'Avorio |
| Data                                                                          | Città                                                                         | In casa                                                                       | Risultato                                                                     | Ospiti                                                                        | Competizione                                                                  | Reti                                                                          | Note                                                                          |
| ----------------------------------------------------------------------------- | ----------------------------------------------------------------------------- | ----------------------------------------------------------------------------- | ----------------------------------------------------------------------------- | ----------------------------------------------------------------------------- | ----------------------------------------------------------------------------- | ----------------------------------------------------------------------------- | ----------------------------------------------------------------------------- |
| 26-3-2008                                                                     | Bondoufle                                                                     | Costa d'Avorio                                                                | 0 – 2                                                                         | Tunisia                                                                       | Amichevole                                                                    | -                                                                             | 71’                                                                           |
| Totale                                                                        |                                                                               | Presenze                                                                      | 1                                                                             |                                                                               | Reti                                                                          | 0                                                                             |                                                                               |